# Olha Zemlak
Olha Mykołajiwna Zemlak (ukr. Ольга Миколаївна Земляк; ur. 16 stycznia 1990) – ukraińska lekkoatletka specjalizująca się w biegach sprinterskich.
W 2007 roku zdobyła brąz europejskiego festiwalu młodzieży, zajęła czwarte miejsce na mistrzostwach świata juniorów młodszych, a rok później dotarła do półfinału juniorskich mistrzostw globu w biegu na 400 metrów. Podczas tej drugiej imprezy była członkinią ukraińskiej sztafety 4 × 400 metrów, która ustanawiając juniorski rekord kraju zdobyła wicemistrzostwo świata.
Badanie dopingowe przeprowadzone u zawodniczki 26 lipca 2009 podczas mistrzostw Europy juniorów w Nowym Sadzie wykazało obecność w jej organizmie niedozwolonego środka – anulowano jej wyniki z tych zawodów, a sama zawodniczka otrzymała karę dwuletniej dyskwalifikacji od 25 sierpnia 2009 do 24 sierpnia 2011.
W 2014 startowała na mistrzostwach Europy w Zurychu, podczas których zdobyła srebro w biegu na 400 metrów oraz w sztafecie 4 × 400 metrów. Podczas rozgrywanych w Amsterdamie (2016) mistrzostw Europy zawodniczka dotarła do półfinału biegu na 400 metrów. Siódma zawodniczka igrzysk olimpijskich w Rio de Janeiro (2016).
Złota medalistka Ukrainy (w hali i na stadionie). Reprezentantka kraju na drużynowych mistrzostwach Europy i w meczach międzypaństwowych.
Rekordy życiowe w biegu na 400 metrów: hala – 52,09 (12 lutego 2017, Metz); stadion – 50,75 (14 sierpnia 2016, Rio de Janeiro).

## Osiągnięcia
| Rok  | Impreza                                 | Miejsce        | Konkurencja        | Pozycja          | Wynik   |
| ---- | --------------------------------------- | -------------- | ------------------ | ---------------- | ------- |
| 2007 | Europejski letni festiwal młodzieży     | Belgrad        | bieg na 400 m      | 3. miejsce       | 55,06   |
| 2007 | Mistrzostwa świata juniorów młodszych   | Ostrawa        | bieg na 400 m      | 4. miejsce       | 54,71   |
| 2007 | Mistrzostwa świata juniorów młodszych   | Ostrawa        | sztafeta szwedzka  | el. – 9. miejsce | 2:11,79 |
| 2008 | Mistrzostwa świata juniorów             | Bydgoszcz      | bieg na 400 m      | półfinał         | 54,66   |
| 2008 | Mistrzostwa świata juniorów             | Bydgoszcz      | sztafeta 4 × 400 m | 2. miejsce       | 3:34,20 |
| 2013 | Halowe mistrzostwa Europy               | Göteborg       | bieg na 400 m      | eliminacje       | 53,26   |
| 2013 | Halowe mistrzostwa Europy               | Göteborg       | sztafeta 4 × 400 m | 5. miejsce       | 3:34,61 |
| 2013 | Superliga drużynowych mistrzostw Europy | Gateshead      | bieg na 400 m      | 6. miejsce       | 52,59   |
| 2013 | Superliga drużynowych mistrzostw Europy | Gateshead      | sztafeta 4 × 400 m | 4. miejsce       | 3:30,36 |
| 2014 | Mistrzostwa Europy                      | Zurych         | bieg na 400 m      | 2. miejsce       | 51,36   |
| 2014 | Mistrzostwa Europy                      | Zurych         | sztafeta 4 × 400 m | 2. miejsce       | 3:24,32 |
| 2014 | Puchar interkontynentalny               | Marrakesz      | bieg na 400 m      | 4. miejsce       | 51,00   |
| 2015 | Superliga drużynowych mistrzostw Europy | Czeboksary     | sztafeta 4 × 400 m | 3. miejsce       | 3:29,79 |
| 2015 | Mistrzostwa świata                      | Pekin          | bieg na 400 m      | eliminacje       | 52,00   |
| 2015 | Mistrzostwa świata                      | Pekin          | sztafeta 4 × 400 m | 6. miejsce       | 3:25,94 |
| 2015 | Światowe wojskowe igrzyska sportowe     | Mungyeong      | sztafeta 4 × 400 m | 2. miejsce       | 3:30,66 |
| 2016 | Mistrzostwa Europy                      | Amsterdam      | bieg na 400 m      | półfinał         | 52,58   |
| 2016 | Mistrzostwa Europy                      | Amsterdam      | sztafeta 4 × 400 m | 6. miejsce       | 3:27,64 |
| 2016 | Igrzyska olimpijskie                    | Rio de Janeiro | bieg na 400 m      | 7. miejsce       | 51,24   |
| 2016 | Igrzyska olimpijskie                    | Rio de Janeiro | sztafeta 4 × 400 m | 5. miejsce       | 3:26,64 |
| 2017 | Superliga drużynowych mistrzostw Europy | Lille          | bieg na 400 metrów | 2. miejsce       | 51,88   |
| 2017 | Superliga drużynowych mistrzostw Europy | Lille          | sztafeta 4 × 400 m | 2. miejsce       | 3:28,02 |